# Fred Hale
Fred Harold Hale, Sr. (1 december 1890 – 19 november 2004) was een Amerikaan die officieel de oudste man was, na de dood van de 114-jarige Spanjaard Joan Riudavets op 5 maart 2004, en bij zijn dood de op vier na oudste mens ter wereld was. Op de leeftijd van 107 jaar werd hij ook nog eens door het Guinness Book of Records erkend als de oudste mens ter wereld met een geldig rijbewijs.
Fred Hale groeide op in Maine. Hij trouwde in 1910. In dat jaar werd ook zijn eerste kind geboren. Van beroep was hij imker. Op 109-jarige leeftijd verhuisde Hale naar de staat New York, om dichter bij zijn jongste zoon, Fred Hale Jr., te kunnen gaan wonen.
Fred Hale had tot aan het einde van zijn leven opvallend goede ogen, nadat hij nog op respectievelijk 100- en 109-jarige leeftijd aan staar geopereerd was. Tot enkele jaren vóór zijn dood ging hij zelfs ook nog mee vissen. Verder was hij een groot fan van de honkbal-ploeg Boston Red Sox. In 2004 (zijn laatste levensjaar) - Hale was toen 113 - won deze ploeg de "World Series", en dit voor het eerst sinds 1918, toen Fred Hale 27 jaar oud was. Hij stierf aan de gevolgen van een longontsteking, en haalde net de 114 niet meer.